# Acmaeoderoides rossi
Acmaeoderoides rossi är en skalbaggsart som först beskrevs av Mont A. Cazier 1937.  Acmaeoderoides rossi ingår i släktet Acmaeoderoides och familjen praktbaggar. Inga underarter finns listade i Catalogue of Life.